# Obsjtina Opaka
Obsjtina Opaka (bulgariska: Община Опака) är en kommun i Bulgarien.   Den ligger i regionen Tărgovisjte, i den nordöstra delen av landet, 240 km öster om huvudstaden Sofia.
Obsjtina Opaka delas in i:
- Goljamo gradisjte
- Gorsko Ablanovo
- Gărtjinovo
- Kreptja
- Ljublen

Följande samhällen finns i Obsjtina Opaka:
- Opaka